# علامة اليورو

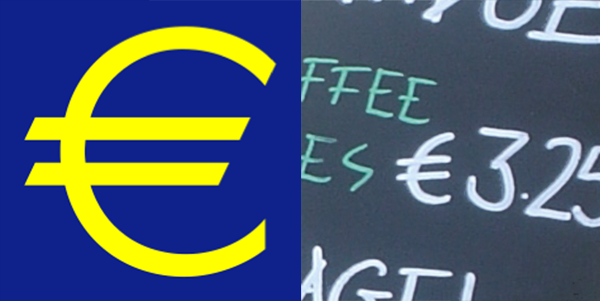
علامة اليورو في الجهه اليسرى.

علامة اليورو (€) هي علامة العملة المستخدمة لليورو، العملة الرسمية في منطقة اليورو في الاتحاد الأوروبي (EU).

## روابط خارجية
- رمز واسم اليورو، المديرية العامة للتنمية الاقتصادية والمالية لشؤون المفوضية الأوروبية
- رسالة من اللجنة: استخدام رمز اليورو، يوليو 1997، المديرية العامة للشؤون الاقتصادية والمالية التابعة للمفوضية الأوروبية
- كيفية كتابة رمز اليورو .